# Pisarzowa
Pisarzowa – wieś w województwie małopolskim, w powiecie limanowskim, w gminie Limanowa położona u podnóży Pasma Łososińskiego, w górnym odcinku potoku Smolnik (dopływu Dunajca), przy drodze powiatowej nr 1551K relacji Limanowa – Chełmiec. Miejscowość zamieszkana jest przez grupę entograficzną lachów limanowskich.
Pierwsze wzmianki o miejscowości pochodzą prawdopodobnie z 1315 r. W XIV wieku na terenach wsi nasiedlano jeńców, początkowo Tatarów, z czasem też Szwedów, stąd przydomek przypisywany Pisarzowej: Szwedo-Tatary. Wieś królewska starostwa sądeckiego w powiecie sądeckim województwa krakowskiego w końcu XVI wieku. W latach 1975–1998 miejscowość administracyjnie należała do województwa nowosądeckiego.
W Pisarzowej znajdował się przystanek kolejowy na trasie linii kolejowej nr 104 relacji Chabówka – Nowy Sącz (przez Limanową). Pierwsza lokomotywa przejechała przez wieś 2 października 1884 roku.
W Pisarzowej znajduje się niewielki kościół św. Jana Ewangelisty z 1713 r. z drewnianą, trójkondygnacyjną wieżą; wokół pomniki przyrody, w centrum miejscowości 2 bary, kilka sklepów, izba regionalna, dom folkloru, dom kultury wraz z biblioteką publiczną, szkoła podstawowa i OSP. Szlak turystyczny  zielony przez Sałasz Wschodni i Sałasz Zachodni do Łososiny Górnej.
W 2021 roku w miejscowości mieszkało 2116 osób.
W latach 1954-1961 wieś była siedzibą gromady Pisarzowa, po jej zniesieniu w gromadzie Stara Wieś.

## Zabytki
Obiekt wpisany do rejestru zabytków nieruchomych województwa małopolskiego.
- Kościół drewniany pw. św. Jana Ewangelisty wraz z otoczeniem w granicach ogrodzenia.

## Części wsi
Integralne części wsi Pisarzowa: Belonówka, Brzezie, Bujakówka, Ciułówka, Czubkówka, Górkówka, Góry, Jaworzyce, Królówka, Kudlikówka, Liptakówka, Łazy, Łąki, Małe Pole, Nadole, Na Górze, Pagórki, Pękalówka, Płanki, Poddziałówka, Podgórze, Podgrabie, Raczkówka, Sejmejówka, Sicina, Smoleniówka, Soboniówka, Sołtystwo, Tobiaszówka, Wielkie Pole, Wojtulakówka, Zadziele, Zbyrek, Zimoniówka

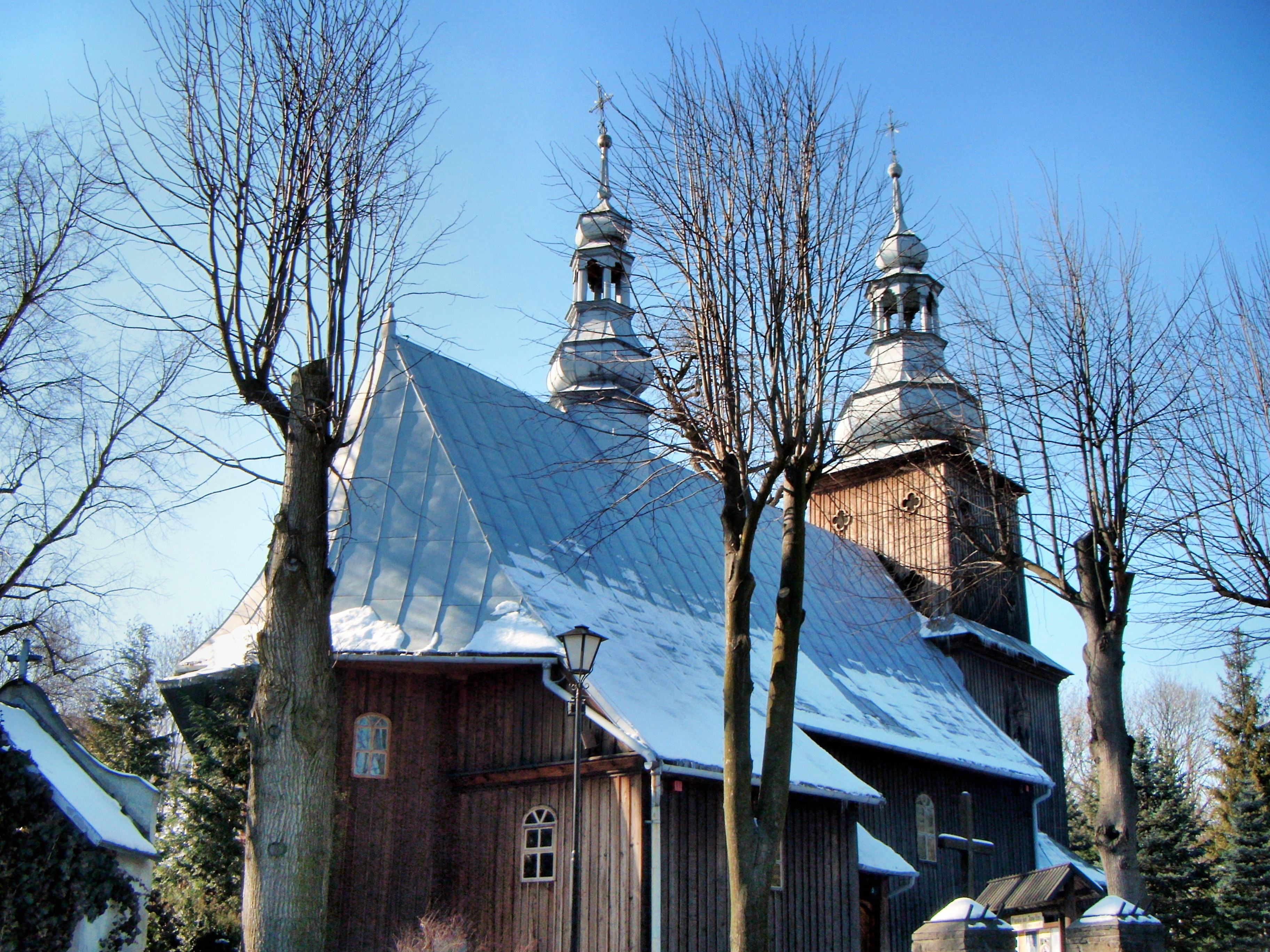
Kościół pw. św. Jana Ewangelisty

## Urodzeni w Pisarzowej
- Maurycy Frączek (1889–1915), żołnierz I Brygady Legionów Polskich
- Stefan Stolarz (1889–1940), podpułkownik piechoty Wojska Polskiego, ofiara zbrodni katyńskiej
- Antoni Górszczyk (1892–1980), etnograf polski, historyk amator, nauczyciel
- Józef Serafin (1921–), polityk, poseł na Sejm PRL VIII i IX kadencji
- Aleksander Kowalski (1947–2015), ekonomista, nauczyciel akademicki, rektor i dziekan uczelni wyższych
- Bronisław Dutka (1957–), polityk, samorządowiec, poseł na Sejm III RP I, IV, V i VI kadencji
- Mirosław Gucwa (1963–), duchowny rzymskokatolicki, misjonarz działający w Republice Środkowoafrykańskiej, biskup diecezjalny parafii w Bouar